# معاملة المثليين في أنغولا
شهدت حقوق المثليين والمثليات ومزدوجي التوجه الجنسي والمتحولين جنسياً (اختصاراً: LGBT) في أنغولا بعض التحسن في النصف الأول من القرن الحادي والعشرين. يحظر القانون الأنغولي «الأفعال ضد الطبيعة»، رغم أن هذا القانون نادراً ما يتم تطبيقه. في يناير 2019، أقرت الجمعية الوطنية لأنغولا قانون العقوبات الجديد، الذي لا يحظر النشاط الجنسي المثلي بالتراضي. وهو في انتظار توقيع الرئيس. بالإضافة إلى ذلك، منذ عام 2015، تم حظر التمييز في العمل على أساس التوجه الجنسي. ويواجه الأشخاص من مجتمع المثليين وصمة عار بين السكان. كما أن المنازل التي يعيش فيها الشركاء المثليون غير مؤهلة للحصول على نفس الحماية القانونية المتاحة للأزواج المغايرين، مع وجود عدة تقارير تتحدث عن مستوى عالي من التمييز والانتهاكات ضد مجتمع المثليين.
بدأت بعض المنظمات غير الحكومية في أنغولا، التي تعمل في مجال التثقيف بشأن فيروس نقص المناعة البشرية/الإيدز، العمل مع مجتمع المثليين، ولا توجد تقارير عن استهداف المثليين والمثليات ومزدوجي التوجه الجنسي والمتحولين جنسيا بالتحديد للمضايقات في أنغولا على أيدي الشرطة أو المجموعات العدائية الأهلية. بالإضافة إلى ذلك، تعمل مجموعتان مختصتان في الدفاع عن حقوق المثليين في أنغولا. ومع ذلك، فقد حصلت واحدة فقط من هذه المجموعات على اعتراف رسمي وقانوني.

## تاريخ
المنطقة المعروفة اليوم باسم أنغولا والدولة الحديثة لها تاريخ معقد إلى حد ما مع الظثلية الجنسية. ويرجع ذلك إلى فترة طويلة من تواجد قبائل أفريقية مستقلة تليها تأثير المسيحية التي جلبتها الإمبراطورية البرتغالية إلى المنطقة.

### المواقف ما قبل الاستعمار بين القبائل
في العشرينات من القرن الماضي، نشر عالم أنثروبولوجيا ألماني يدعى كورت فالك بحثه عن القبائل الإفريقية، والذي تضمن بعض القبول بالمثلية الجنسية وازدواجية التوجه الجنسي. ذكر فالك أن الممارسات المثلية ولبس الملابس المغايرة كان شائعا بين شعب «أوفيمبوندو» (بالإنجليزية: Ovimbundu). رجال شعب «أوفيمبوندو» الذين يتصرفون ويلبسون ملابس النساء، يُعرفون باسم «تشيبادي» (بالإنجليزية: chibadi) أو «تشيباندا» (بالإنجليزية: chibanda)، ويتزوجون من رجال آخرين. يوجد أفراد مماثلون في الجماعات العرقية المجاورة؛ ويعروفون بأسم «كيمباندا» (بالإنجليزية: kimbanda) بين شعب «أمبوندو» (بالإنجليزية: Ambundu)، و «كويمباندا» (بالإنجليزية: quimbanda) بين شعب كونغو و «جيمباندا» (بالإنجليزية: jimbandaa) بين شعب «لوفالي» (بالإنجليزية: Lovale). تعتبر الأفعال الجنسية المثلية ذات آثار طبية في هذه المجتمعات. في الواقع، تم اعتبار هذه الأفعال كعلاج للعجز الجنسي، أو لتحسين خصوبة التربة أو كنقل للمعرفة. كانت الممارسات الجنسية بين الرجال أيضًا جزءًا من طقوس البدء للانتقال إلى الرجولة.
في القرن 18، كان شعب خويخوئيون يعترف ب«كويتسيري» (koetsire)، وهو مصطلح يشير إلى الرجل الذي يكون الطرف السالب في العلاقة الجنسية مع رجل آخر، و«سوريغيس» ("soregus")، والذي يشير إلى ممارسة العادة السرية المثلية عادة بين الأصدقاء. كما توجد آثار تتحدث الجماع الشرجي والعلاقات الجنسية المثلية بين النساء، على الرغم من قلة ذلك.
بين شعب "هيريرو" (بالإنجليزية: Herero)، كانت الصداقات المثيرة (والتي تعرف باسم "أوبانغا" 'oupanga") بين شخصين، بغض النظر عن الجنس، شائعة، وعادة ما تشمل الجنس الشرجي (والتي تعرف باسم "أوتوندوكا فانينا" okutunduka vanena).

### أنغولا البرتغالية
مع تشكيل وتوسيع أنغولا البرتغالية جاء توسع المسيحية في المنطقة وبالتالي الأخلاق المسيحية التي أدانت بشدة الأفعال الجنسية المثلية. تم إلغاء تجريمها في نهاية المطاف في عام 1852، ولكن أعيد تجريمها في عام 1886 مع المادتين 70 و 71 من قانون العقوبات لعام 1886 التي تضمنت حظرا غامض الصياغة ضد الفجور العام والأفعال التي تعتبر «ضد الطبيعة». ظل هذا الوضع القانوني لبقية وجود أنغولا البرتغالي ولم يتم إلغاؤه بعد استقلال أنغولا في عام 1975.

## قانونية النشاط الجنسي المثلي
في فبراير 2017، وافق البرلمان الأنغولي مبدئيًا على مسودة قانون العقوبات الجديد، في تصويت 125 صوتا لصالح مقابل عدم تصويت أي صوت ضد مع امتناع 36 عضوًا عن التصويت (125-0-36). لا يحتوي قانون العقوبات الجديد على أحكام تحظر النشاط الجنسي المثلي على انفراد. تم التخطيط لإجراء تصويت نهائي على مشروع القانون في 28 يونيو 2017، ولكن تم تأجيله، بسبب جدل حول الإجهاض (كان قانون العقوبات قد أجاز عمليات الإجهاض في حالة الاغتصاب). تم عقد العديد من المناقشات والمشاورات العامة، على الرغم من أن النشاط الجنسي المثلي لم يكن يمثل مشكلة. في 18 أيار/مايو) 2018، وافق البرلمان على مشروع القرار في تصويت ثان في تصويت 186 صوتاً لصالح مقابل 6 أصوات ضد مع امتناع 6 أعضاء عن التصويت (186-6-6). تمت الموافقة عليه في تصويته النهائي في 23 يناير 2019، وينتظر التوقيع من قبل الرئيس.

## الاعتراف القانوني بالعلاقات المثلية
لا يوجد اعتراف قانوني بالعلاقات المثلية في أنغولا.
بشكل عام، يتم فرض ضغوط اجتماعية كبيرة على الناس للزواج من شريك مغاير مناسب ولإنجاب الأطفال.
في عام 2005، تم التعامل مع حفل الالتزام غير رسمي لزوجين مثليين على أنه «وقح» و «بغيض» في المجلات الإخبارية الوطنية.

## الحقوق الدستورية
لم يُذكر المواطنين من المثليين والمثليات ومزدوجي التوجه الجنسي والمتحولين جنسياً في الدستور السابق والذي تم التصديق عليه عام 1992. يذكر الدستور الجديد لعام 2010 بعض الأحكام العامة المتعلقة بحقوق الإنسان والحرية والمساواة والتسامح والتي قد تنطبق على جميع المواطنين، بغض النظر عن التوجه الجنسي أو الهوية الجندرية. على سبيل المثال، ينص الدستور على أن الحكومة ستعمل على تأمين المساواة في الحقوق والفرص لجميع المواطنين، بغض النظر عن، من بين جملة أمور أخرى، «أي شكل آخر من أشكال التمييز».

## الحماية من التمييز
يحظر قانون العمل العام (15/7) الذي دخل حيز التنفيذ في 15 سبتمبر 2015 التمييز في التوظيف على أساس التوجه الجنسي من بين أسس أخرى.
تحظر المادة 214 من قانون العقوبات الجديد في الانتظار في البرلمان، التمييز على أساس التوجه الجنسي في التوظيف وتوفير السلع والخدمات.
بالإضافة إلى ذلك، تحظر عدة مقالات أخرى، بما في ذلك المواد 71 و 172 و 215 و 216 و 225 و 382 و 384، التحريض على الكراهية وخطاب الكراهية والتشهير وجرائم الكراهية بدافع التوجه الجنسي بدرجات متفاوتة من العقاب. على سبيل المثال، تحظر المادة 172 التهديدات ضد شخص أو مجموعة من الأشخاص بسبب توجههم الجنسي، من بين أمور أخرى، بالسجن لمدة عام وغرامة. تضاعف عقوبة تهديدات القتل. تسرد المادة 384 الاضطهاد على أساس الميل الجنسي باعتباره جريمة ضد الإنسانية، إلى جانب العبودية والقتل العمد والإبادة الجماعية والاغتصاب والتشويه القسري وغيرها.

## الهوية الجندرية والتعبير عنها
واحدة من أشهر الفنانين الموسيقيين في أنغولا هي تيتيكا وهي امرأة متحولة جنسيا. وهي جزء من أسلوب موسيقى الراب تكنو الشهير والمعروف باسم كودورو. عُرفت باسم ملكة كودورو، وقد قدمت عروضاً في مختلف المهرجانات الموسيقية في جميع أنحاء العالم. ومع ذلك، فهي لا تزال تعاني من هجمات متكررة في أنغولا، ومعظمها يتم على أساس الكتاب المقدس.
لا يوجد قانون محدد يسمح للأشخاص المتحولين جنسياً في أنغولا بتغيير علامة جنسهم في وثائقهم وجوازات سفرهم الرسمية. تشير المادة 78 من «قانون التسجيل المدني 2015» (بالبرتغالية: Código do Registro Civil 2015) إلى أنه، بشكل عام، يجب ألا يكون هناك أي تغيير في التفاصيل المدخلة في سجلات التسجيل. ومع ذلك، فإن القسم 87 يمنح المسجل العام السلطة العامة لإجراء التغييرات، بما في ذلك تغييرات الاسم وعندما يكون هناك تغيير في الوقائع يغير الهوية القانونية للشخص ووضعه. يمكن للأشخاص المتحولين جنسيا استخدام هذا القسم لتغيير جنسهم القانوني.

## ظروف الحياة
تميل المواقف الاجتماعية السائدة حول التوجه الجنسي لتعكس القيم الكاثوليكية والبروتستانتية التقليدية المتعلقة بالحياة الجنسية وأدوار الجنسين. هذه القيم والأعراف تلعب دور في صياغة السياسات العامة في البلاد.
وقد وردت تقارير أفادت بأن بعض المثليين والمثليات في أنغولا يتعرضون لمضايقات شفوية وجسدية من قبل أشخاص يعتقدون بأن المثلية فعل لا أخلاقي، ورفضت حكومة أنغولا قبول السفير الإسرائيلي لأنه كان مثلي الجنس. ومع ذلك، فإن هناك إشارات على وجود مزيد من المواقف الليبرالية.

### الأحزاب السياسية والمنظمات غير الحكومية
لا يوجد في أنغولا أي شخصية سياسية أو أي حزب سياسي دعا لتعزيز حقوق للمثليين، وتتجه السياسة الرسمية للحكومة لتعكس المواقف الاجتماعية السائدة. في عام 2010، رفضت الحكومة الأنغولية استقبال إيسي يانوكا وهو السفير الإسرائيلي الجديد بداعي أنه مثلي الجنس.
تسمح الحكومة بوجود المنظمات غير الحكومية في أنغولا، وبدأت بعض الجمعيات الخيرية العمل مع أعضاء مجتمع المثليين فيما يتعلق بالتثقيف بشأن فيروس نقص المناعة البشرية/الإيدز.
تعمل مجموعتان مختصتان في الدفاع عن حقوق المثليين في أنغولا. حصلت إحدى هذه المجموعات، إيريس أنغولا، على اعتراف رسمي وقانوني من قبل وزارة العدل الأنغولية في يونيو 2018. في ذلك الوقت، كانت إيريس أنغولا يضم حوالي 200 عضو. ويقع مقرها في لواندا ولها مكاتب في بنغيلا وبانغو.

### فيروس العوز المناعي البشري/الإيدز
من الناحية القانونية، يحق للأشخاص المصابين بفيروس العوز المناعي البشري (الإيدز) في أنغولا الحصول على خدمات الرعاية الصحية، كما ويتوفر لهم الحماية من التمييز في التوظيف.
واجهت جهود تطوير برامج تعليمية مخصصة للأشخاص من المثليين والمثليات ومزدوجي الميول والمتحولين جنسياً تحديات الحصول على تمويل من منظمات غير حكومية. تأسست جمعية «العمل الإنساني» (بالبرتغالية: Acção Humana) عام 2006 لتصبح الأولى من نوعها في البلاد لكنها لم تتمكن من الحصول على التمويل. قدرت دراسة تعود لعام 2007 حول فيروس العوز المناعي البشري أن ما يقرب من نسبة 5% من العدوى بفيروس نقص المناعة البشرية تتم عبر الرجال الذين يمارسون الجنس مع رجال آخرين.
بدأ برنامج تثقيفي حول فيروس نقص المناعة البشرية/الإيدز المثليين والمثليات ومزدوجي الميول والمتحولين جنسياً في أنغولا في التطوير من خلال عمل المنظمات غير الحكومية، مثل منظمة «خدمات السكان الدولية».

## الرأي العام
على الرغم من المواقف المحافظة السائدة، إلا أن أنغولا مدرجة كواحدة من أقل البلدان المعادية للمثليين في أفريقيا.
وفقًا لاستطلاع عام 2017 أجرته المؤسسة الدولية للمثليين والمثليات ومزدوجي التوجه الجنسي والمتحولين جنسيا وثنائيي الجنس، وافق 61% من الأنغوليين على أن المثليين والمثليات ومزدوجي التوجه الجنسي يجب أن يتمتعوا بنفس الحقوق التي يتمتع بها الأشخاص المغايرون، بينما يختلف 20% مع ذلك. بالإضافة إلى ذلك، وافق 65% على أنه ينبغي حمايتهم من التمييز في مكان العمل. ومع ذلك، قال 27% من الأنغوليين أنه ينبغي معاملة الأشخاص الذين تربطهم علاقات جنسية مثلية على أنهم مجرمون، في حين أن نسبة لا تتعدى 48% لم يوافقوا على ذلك. بالنسبة للأشخاص المتحولين جنسياً، وافق 63% على أنه ينبغي لهم التمتع بنفس الحقوق، واعتقد 72% أنه يجب حمايتهم من التمييز في العمل واعتقد 49% أنه يجب السماح لهم بتغيير جنسهم القانوني.

## ملخص
| قانونية النشاط الجنسي المثلي                                                                  | (منذ عام 2019، في انتظار توقيع الرئيس)                    |
| المساواة في السن القانوني للنشاط الجنسي                                                       | (منذ عام 2019، في انتظار توقيع الرئيس)                    |
| قوانين مكافحة التمييز في التوظيف                                                              | (منذ عام 2015)                                            |
| قوانين مكافحة التمييز في توفير السلع والخدمات                                                 | (منذ عام 2019، في انتظار توقيع الرئيس)                    |
| قوانين مكافحة التمييز في جميع المجالات الأخرى (تتضمن التمييز غير المباشر، خطاب الكراهية)      | (منذ عام 2019، في انتظار توقيع الرئيس)                    |
| قوانين مكافحة أشكال التمييز المعنية بالهوية الجندرية                                          | No                                                        |
| زواج المثليين                                                                                 | No                                                        |
| الاعتراف القانوني بالعلاقات المثلية                                                           | No                                                        |
| تبني أحد الشريكين للطفل البيولوجي للشريك الآخر                                                | No                                                        |
| التبني المشترك للأزواج المثليين                                                               | No                                                        |
| يسمح للمثليين والمثليات ومزدوجي التوجه الجنسي والمتحولين جنسيا بالخدمة علناً في القوات المسلحة |                                                           |
| الحق بتغيير الجنس القانوني                                                                    | (ربما قد يتم تغيير الجنس تحت "قانون التسجيل المدني 2015") |
| علاج التحويل محظور على القاصرين                                                               | No                                                        |
| الحصول على أطفال أنابيب للمثليات                                                              | No                                                        |
| الأمومة التلقائية للطفل بعد الولادة                                                           | No                                                        |
| تأجير الأرحام التجاري للأزواج المثليين من الذكور                                              | (غير قانوني للأزواج المغايرين كذلك)                       |
| السماح للرجال الذين مارسوا الجنس الشرجي التبرع بالدم                                          | No                                                        |

## وصلات خارجية
- Asylumlaw.org: الأقليات الجنسية وحالة فيروس العوز المناعي البشري (أنغولا) نسخة محفوظة 16 يوليو 2011 على موقع واي باك مشين. — حزم معلومات متنوعة تستخدم لأغراض اللجوء (بالإنجليزية)
- نصائح السفر لأنغولا: العادات والقوانين المحلية نسخة محفوظة 28 يوليو 2008 على موقع واي باك مشين. — حكومة المملكة المتحدة (بالإنجليزية)